# Operation (Medizin)

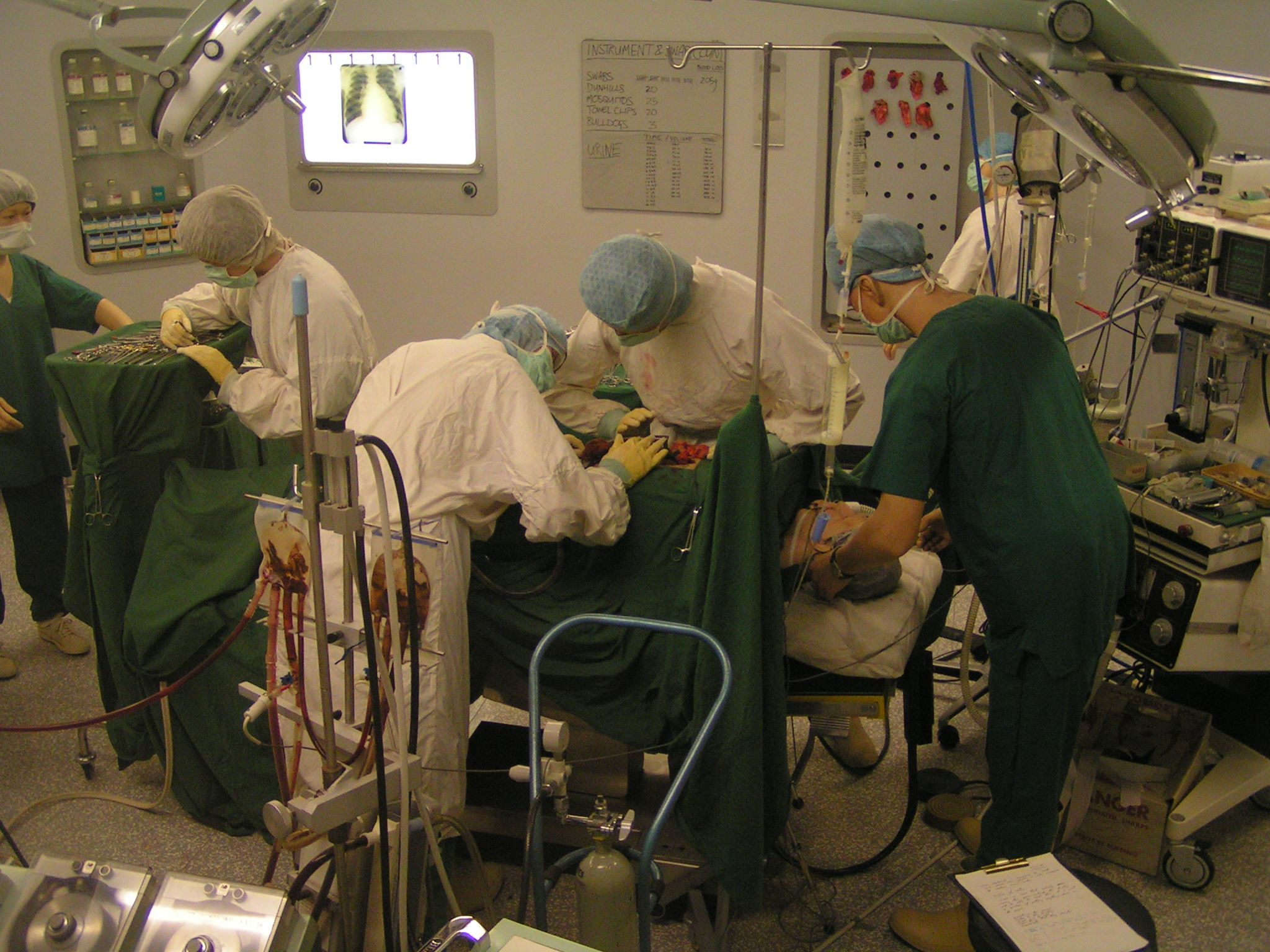
In einer Museumsausstellung nachgestellte Operationsszene

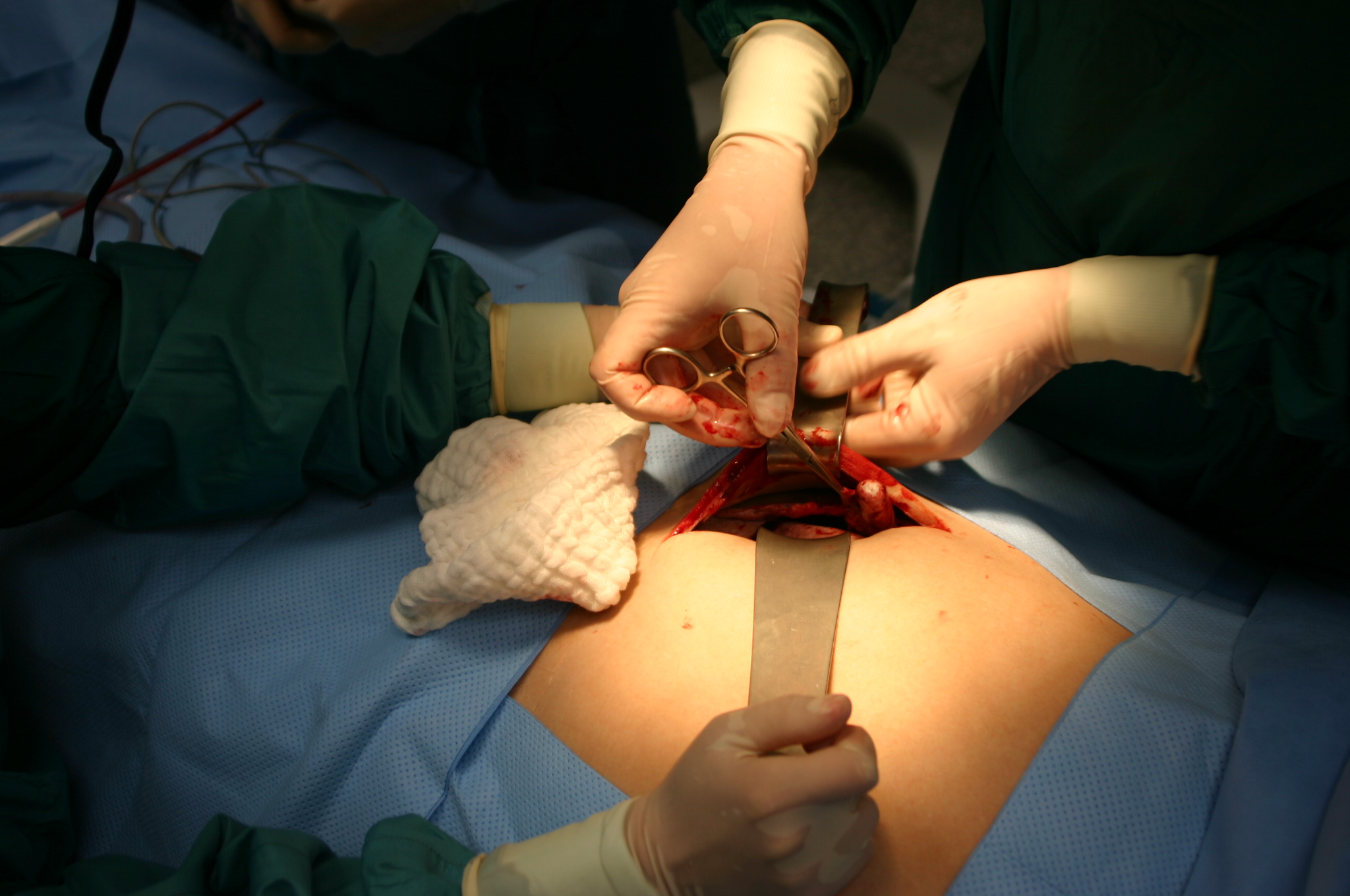
Wurmfortsatzoperation

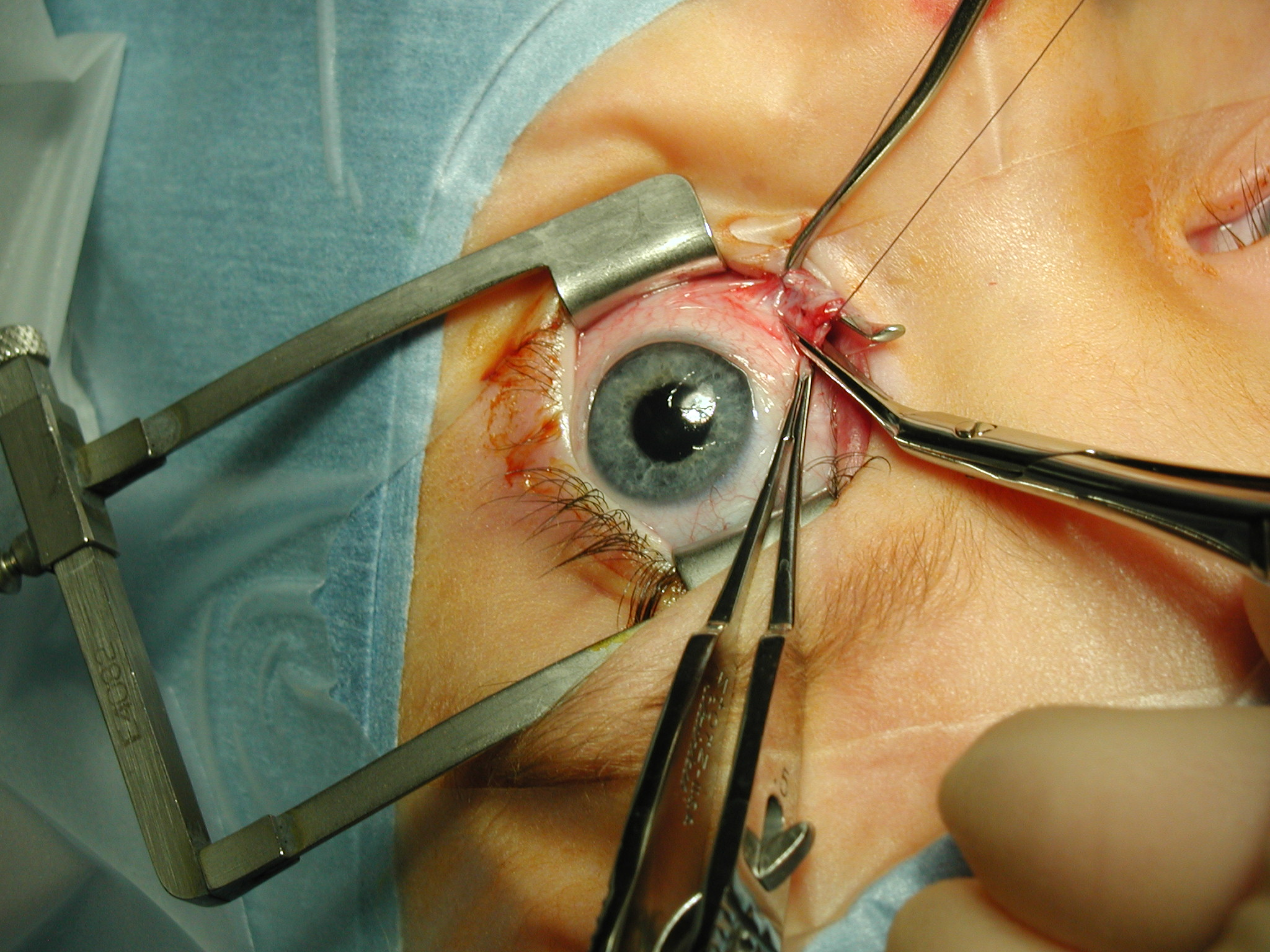
Augenmuskeloperation

Eine Operation (kurz OP) ist in der Medizin ein instrumenteller chirurgischer Eingriff am oder im Körper eines Lebewesens, meist zum Zwecke der Therapie oder Diagnostik. Im Allgemeinen erfolgt der Eingriff unter Anästhesie. Der die Operation durchführende Arzt wird Operateur genannt.
Schwerpunktmäßig befasst sich mit solchen Eingriffen die Chirurgie mit ihren Teilgebieten (z. B. Unfallchirurgie). Aber auch andere medizinische Fachgebiete setzen Operationen als Heilmethode ein und zählen zu den sogenannten operativen Fächern, darunter Gynäkologie und Geburtshilfe, Urologie, Hals-Nasen-Ohren-Heilkunde, Zahnheilkunde und Augenheilkunde.

## Phasen der Operation
Grundsätzlich kann man bei einer Operation nach westlich-schulmedizinischem Standard drei Zeitphasen definieren:
1. Die präoperative Phase: Hier wird die Indikation gestellt (in Deutschland „Facharztstandard“), Patientenrisiken werden erfasst (z. B. durch Fragebögen, Blutentnahmen, EKG, Röntgen usw.), eine Patientenaufklärung und -einwilligung erfolgt (außer in Notfällen) und der Patient selbst wird vorbereitet (Rasur bzw. Haartrimmen bestimmter Körperteile, Ablegen von Piercings, Markierung der zu operierenden Seite, Ablegen der Kleidung und „Tragen eines OP-Hemdes“ usw.).
2. Die intraoperative Phase: Es handelt sich um den Zeitraum rund um den Eingriff selbst mit Anästhesie, steriler oder desinfizierender Abdeckung, Operation usw.
3. Die postoperative Phase: Hier ist eine direkte Überwachung nach Allgemeinanästhesie die Regel, gefolgt von einer Kontrolle des operativen Ergebnisses durch den Chirurgen in adäquaten Zeitabständen, wobei jedoch große eingriffsspezifische Unterschiede zu verzeichnen sind.

Den Eingriff selbst kann man in folgende drei Phasen unterteilen:
- Zugang,
- Operation im engeren Sinne,
- Verschluss des Zugangs.

Minimalinvasive Operationen vermindern den Umfang des Gewebeschadens durch den Zugang und allein hierdurch den operativen und postoperativen Schmerz. Hierbei müssen die verschiedenen Formen der minimalinvasiven Chirurgie unterschieden werden: NOTES (Zugang über natürliche Körperöffnungen wie transvaginal, transrektal usw.), laparoskopisch (Einführung von Instrumenten in die Bauchhöhle) oder beispielsweise videoassistiert. Streng genommen kann auch ein besonders kleiner Schnitt bei einer sonst „klassisch“ durchgeführten Operation eine minimalinvasive Chirurgie bedeuten.
In manchen chirurgischen Disziplinen beansprucht der Zugang, wie beispielsweise die Schädeleröffnung bei neurochirurgischen Operationen, einen nicht unerheblichen zeitlichen Anteil.

## Dringlichkeit
Nach der Dringlichkeit eines solchen Eingriffs kann man unterscheiden:
- Notoperationen: Eingriffe, die binnen einer Frist von zwei Stunden  durchgeführt werden müssen;[2]
- dringliche Operationen: erhaltende Eingriffe, die so bald wie möglich durchgeführt werden sollten, bei denen aber ein kurzzeitiger Aufschub (Stunden) möglich ist;
- frühelektive Operationen: geplante, unverzichtbare Eingriffe, die bedingt dringlich, aber auch aufschiebbar sind (Tage)
- elektive Operationen: Wahleingriffe, die nicht dringlich und aufschiebbar sind. Der Zeitpunkt kann vom Patienten bestimmt werden.

Hierbei wird nach medizinischer Indikation unterschieden, also ob ein Patient beispielsweise einen signifikant höheren Schaden hat, wenn die Dringlichkeit geringer eingeschätzt wird.
Im Jahr 1954 prägte Marc Iselin für Operationen den Ausdruck „mit aufgeschobener Dringlichkeit“, wobei er für eine Überschreitung der seit Ende des 19. Jahrhunderts etablierten Sechs-Stunden-Grenze für eine erste (primäre) Wundversorgung neuere Entwicklungen von Antisepsis, Asepsis und antibiotischer Therapie berücksichtigte.

## Anästhesie
Um Schmerzfreiheit zu gewährleisten, wird die Operation in Anästhesie in Form einer Allgemeinanästhesie, Regionalanästhesie (Spinalanästhesie, Periduralanästhesie, Plexusanästhesie) oder in Lokalanästhesie durchgeführt. Zuständig hierfür ist der bei der Operation anwesende Anästhesist oder bei reiner Lokalanästhesie oder Leitungsanästhesie der Operateur.

## Operationssaal
Durchgeführt wird die Operation – mit Ausnahme kleinerer Eingriffe – in einem speziellen Operationssaal. Dort liegt der Patient meist für den Eingriff auf einem Operationstisch oder sitzt (in Ausnahmefällen) in einem Operationsstuhl. Hierbei ist die Operationslagerung von entscheidender Bedeutung, um einerseits den Ansprüchen des Patienten (Vorbeugung gegen Druckschäden) und andererseits den Ansprüchen des Operateurs (guter „Zugangsweg“, Bewegungsfreiheit, Möglichkeit zur intraoperativen Diagnostik wie beispielsweise Röntgen) zu genügen.

## Häufige Operationen

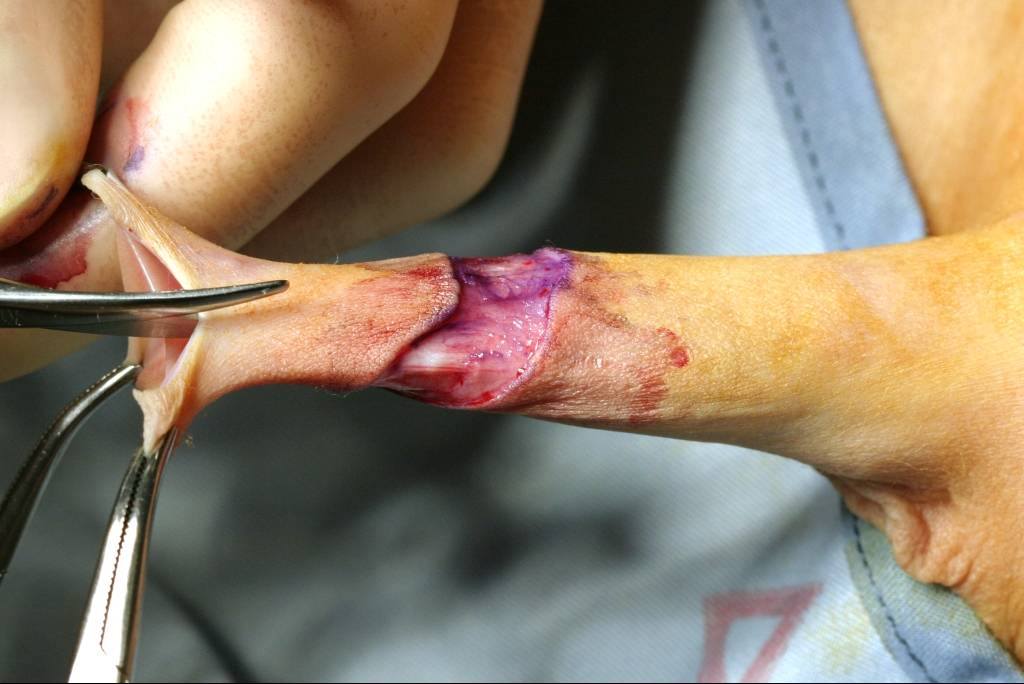
Penisbeschneidung (Zirkumzision)

Die weltweit am häufigsten durchgeführte Operation ist die Beschneidung der männlichen Vorhaut, auch Zirkumzision genannt. So sind 33 % der männlichen Weltbevölkerung im Alter von 15 oder mehr Jahren beschnitten. Dies geschieht nach medizinischer Indikation, z. B. bei Vorhautverengung (Phimose), oder bei Muslimen und Juden auch aus rituellen Gründen. An nächster Stelle folgt die Operation bei einer Katarakt (des Grauen Stars) mit ca. 600.000 Eingriffen pro Jahr in Deutschland. Eine weitere häufig durchgeführte Operation ist der Kaiserschnitt. Eine typische Notfalloperation ist die Entfernung des Blinddarm-Wurmfortsatzes (Appendektomie) bei einer Appendizitis.
In Deutschland wurden im Jahr 2006 rund 12,6 Millionen Operationen durchgeführt. Spitzenreiter unter den 2006 in Deutschland durchgeführten Operationen waren die an den Bewegungsorganen (3,3 Millionen), gefolgt von Operationen am Verdauungstrakt (2 Millionen) sowie an Haut und Unterhaut (900.000). 2012 wurden in Deutschland rund 15,7 Millionen Eingriffe durchgeführt, knapp 300.000 mehr als 2011. 41,9 % der Operationen wurden an Menschen über 65 Jahre vorgenommen. Die COVID-19-Pandemie hatte großen Einfluss auf die Anzahl durchgeführter Operationen: 2020 ging die Zahl der Operationen im Vergleich zum Vorjahr um 9,7 % zurück, das sind knapp 690 000 weniger Operationen. Dies ist auf den damaligen Bundesgesundheitsministers Jens Spahn (CDU) zurückzuführen, der die Krankenhäuser im Frühjahr 2020 bat, planbare Operationen zu verschieben.  2021 fingen die Kliniken langsam an, einen Großteil der verschobenen Operationen nachzuholen. Im Jahr 2023 gab es in deutschen Krankenhäusern über 16,5 Millionen Operationen. Am häufigsten standen mit 386.048 Eingriffen Darm-Operationen auf dem Programm, Eingriffe an Lendenwirbelsäule sowie Kreuz- und Steißbein folgten mit 346.903 OPs dicht dahinter.

## Komplikationen
Weltweit erleiden jährlich rund sieben Millionen Patienten Schäden infolge von Komplikationen im Rahmen einer Operation. Die Hälfte dieser Fälle wäre laut einer US-Studie für die WHO, die erstmals die Gesamtzahl aller operativen Eingriffe weltweit ermittelt hat, vermeidbar. Demnach gibt es weltweit pro Jahr 234,2 Millionen Operationen. Im weltweiten Mittel wird demnach jedes Jahr einer von 28 Menschen operiert. Während es in den Industrieländern bei 0,4 bis 0,8 Prozent der Eingriffe zum Tod komme, liege die Sterberate in Entwicklungsländern bei 5 bis 10 Prozent. Die Auswertung macht auch deutlich: Das reichste Drittel der Weltbevölkerung erhält fast drei Viertel aller Eingriffe, das ärmste Drittel nur 3,5 Prozent. Ausgewertet wurden für die Studie Operationsdaten aus 56 der 192 WHO-Mitgliedsländer aus dem Jahr 2004 und dann wurde hochgerechnet. Dabei wurden alle mit Schnitten verbundenen Eingriffe berücksichtigt, die im OP erfolgten und für die mindestens eine Lokalanästhesie notwendig war.
Ein erhöhtes operatives Risiko haben etwa Patienten mit koronarer Herzkrankheit (bei Verminderung der koronaren Durchblutungreserve besteht ein bis zu zehnfach erhöhtes perioperatives (im Rahmen der Operation bestehendes) Herzinfarktrisiko gegenüber Gesunden), mit einer Niereninsuffizienz oder mit einem Diabetes mellitus.
Eine Studie aus dem Jahr 2024 untersuchte den Zusammenhang zwischen chirurgischen Eingriffen, Kognition und Neurodegeneration bei älteren Menschen anhand von Daten aus der UK Biobank. Es wurde dabei festgestellt, dass jede zusätzliche Operation mit einem kleinen, aber kumulativen Rückgang der kognitiven Funktionen verbunden ist, einschließlich langsamerer Reaktionszeiten und geringerer Gedächtnisleistung. Darüber hinaus waren chirurgische Eingriffe mit einer Verringerung des Hippocampus-Volumens und einer Zunahme weißer Substanz-Hyperintensitäten assoziiert, was auf Neurodegeneration hindeutet. Die Ergebnisse bestätigen, dass Operationen im Allgemeinen sicher sind, jedoch bei älteren und vulnerablen Patienten das Risiko für kognitiven Abbau und Neurodegeneration erhöhen können, insbesondere bei mehrfachen Eingriffen. Daher sollte die perioperative Gehirngesundheit bei dieser Patientengruppe priorisiert werden.

## Perioperative Antibiotikaprophylaxe
Zur Vermeidung postoperativer (nach der Operation eintretender) Infektionen erfolgt (am zuverlässigsten durch das Anästhesiepersonal) bei gegebenem Risiko eine halbe bis eine ganze Stunde vor der Intervention als single shot und bei längeren oder mit einem größeren Blutverlusteinhergehenden Operationen nach etwa drei bis fünf Stunden wiederholt die Verabreichung einer perioperativen antimikrobiellen Prophylaxe (PAP), genannt auch perioperative Antibiotika-Prophylaxe. Ein solches Risiko besteht bei Abwehrschwächen, bei einer Endokarditis, bei Implantaten und bei einem vermehrten intraoperativen (während der Operation erfolgenden) Keimeintrag (Kontamination bei Eingriffen im Mund-Rachen-Bereich, bei Magen-Darm-Operationen, insbesondere in der Kolonchirurgie, sowie bei der Chirurgie im Genitalbereich und an den Atemwegen sowie bei sogenannten septischen Wunden). 
Eine nach der Operation fortgeführte PAP kann durch Toxizität, bakterielle Superinfektionen und Resistenzentwicklung zur Schädigung von Patienten führen. Auch wird durch eine postoperative Fortführung der PAP keine Reduktion der SSI-Rate erzielt und keine Senkung der Wundinfektionsrate erreicht. Eine in Ausnahmefällen auf 24 bis 48 Stunden verlängerte (bei Risikopatienten auch darüber hinausgehende) perioperative Prophylaxe erfolgt bei länger bestehenden Knochenbrüchen, Darmteilentfernungen bei Nekrosen, Darmläsionen durch Trauma, Magen-Zwölffingerdarm-Perforation, Appendektomie oder Gallenblasenentfernung bei gangränöser Entzündung, längerer Eingriffsdauer, größeren Blutverlusten, relevanter Blutverdünnung sowie Liquor-Shunt-Operationen. Abhängig von Art und Weise des chirurgischen Eingriffs erfolgt die Auswahl der zur Prophylaxe verwendeten Antibiotika. 
So kommen etwa bei Bauch- und Gefäßoperation Cefuroxim in Kombination mit Metronidazol, in der Augenchirurgie Cefotaxim, in der Herz- und Thoraxchirurgie sowie bei orthopädischen Operationen Cefazolin, bei Nierentransplantationen Imipenem, bei sonstigen therapeutischen oder diagnostischen Eingriffen je nach Patientengut auch Ampicillin-Sulbactam, Amoxicillin-Clavulansäure, Ceftriaxon, Vancomycin, Clindamycin oder Levofloxacin zum Einsatz. Sind multiresistente Bakterien bei der Prophylaxe zu erfassen, kommen vor allem Vancomycin (gegen MRSA), Linezolid und Tigecyclin (gegen vancomycinresistene Enterokokken (VRE)) sowie gegen ESBL-positive Enterobakterien Ertapenem, Imipenem und Meropenem in Frage. Bei Patienten, bei denen vor einer Operation das Erregerspektrum kulturell isoliert wurde und daher bekannt ist, wird eine gezielte PAP (targeted prophylaxis) angewendet.
Risikofaktoren für postoperative Infektionen:
- Präoperativ (vor der Operation bestehend):
  - Notfalleingriffe
  - kontaminierte Wunden
  - Hochrisikoeingriffe
  - Fremdkörperimplantation
  - präoperativer Aufenthalt über drei Wochen
  - Operation innerhalb von vier Wochen nach Akutaufnahme
  - Steine oder wiederholte Eingriffe in/an den Gallenwegen
- Perioperativ:
  - geringer Erfahrungsstand des Operationsteams
  - Operationsdauer über zwei Stunden
  - ausgedehnte Blutungen
  - Notwendigkeit von Bluttransfusionen
  - Operationskomplikationen
  - mehrere operative Eingriffe
  - ausgedehnte Diathermie
  - Sauerstoffabfall
  - Unterkühlung
- Postoperativ:
  - Drainagedauer über drei Tage
  - Sepsis mit respiratorischer Insuffizienz
  - Unterkühlung
  - Blasenkatheter
  - Zentraler Venenkatheter
  - Nachweis von Enterokokken, Enterobakterien oder Anaerobiern im Wundmaterial
- Patientenspezifische Risikofaktoren
  - hohes Lebensalter
  - reduzierter Allgemeinzustand
  - Mangelernährung
  - Adipositas
  - Dialysepflicht
  - Zuckerkrankheit
  - Immuninkompetenz
  - Infektionen oder Fieber vor der Operation
  - MRSA-Trägertum
  - Drogenabusus
  - Leberinsuffizienz
  - arterielle Durchblutungsstörung
  - periphere Ödeme
  - Lymphangitis
  - Neuropathie[24]

## Rechtslage in Deutschland
Eine Operation erfüllt nach geltender Rechtslage in Deutschland den Straftatbestand der Körperverletzung. Sie ist also nur rechtmäßig, wenn zugleich ein Rechtfertigungsgrund vorliegt. Im Normalfall besteht ein solcher in der Einwilligung des Patienten, nachdem dieser über den geplanten Eingriff aufgeklärt worden ist. Um einen Straftatbestand zu vermeiden, wird die erfolgte Aufklärung und die Einwilligung des Patienten üblicherweise mit einer Einverständniserklärung dokumentiert. Spätere Rechtsstreitigkeiten bezüglich eines Operationsfehlers beziehen sich häufig auf diesen Umstand, wobei eine ausführliche Aufklärung angezweifelt wird. Im Falle einer fehlerhaften Aufklärung des Patienten kommt es zivilrechtlich zu einer Beweislastumkehr zuungunsten des behandelnden Arztes.
In Rechtsprechung und Literatur wird das „Hintertürchen“ der Einwilligungserklärung dann als haltlos bewertet, wenn der Patient arglistig getäuscht wurde. Dies kann bei einer medizinisch nicht notwendigen  Operation der Fall sein. Hier begeht der Arzt eine Körperverletzung. Täuschungsmerkmale sind laut BGH die ungenügende Information über Art, Umfang, Gefahr, Folgen, Ziele. Die Literatur hingegen nimmt an, dass eine Täuschung nur vorliegt, wenn über Art, Ausmaß und Gefährlichkeit nicht richtig informiert wurde. Eine reine Täuschung über die Gründe der Operation ist trotz Einwilligungserklärung bei der Durchführung ebenfalls als Körperverletzung auszulegen. Eine Ausnahme im Bereich des Strafrechts ist höchstrichterlich anerkannt, wenn nicht auszuschließen ist, dass der Patient auch ohne hinreichende Aufklärung eingewilligt hätte. Die operierende Person ist in diesem Fall straflos, kann jedoch Schadensersatzansprüchen ausgesetzt sein.
Im Zuge der Gesundheitsreform wurden nach Ansicht von einigen Ärzten und Krankenkassen falsche Anreize gesetzt. Dieser Umstand wird durch wirtschaftliche Rahmenbedingungen begünstigt, da Krankenhäuser bei Behandlungen nicht zeitbezogen bezahlt werden, sondern pro Behandlungsfall. Anfang 2013 ist daher von der Bundesregierung eine Gesetzesänderung beschlossen worden, die seit April 2013 in Kraft ist: In dem Gesetz zur Weiterentwicklung der Krebsfrüherkennung und zur Qualitätssicherung durch klinische Krebsregister wurde in einem Passus mehr Transparenz angemahnt. Es wird vorgeschrieben, dass die Bundesärztekammer und die Deutsche Krankenhausgesellschaft Richtlinien erarbeiten sollen, um unangemessene Bonuszahlungen zu verhindern. Das Gesetz passierte am 1. März 2013 den Bundesrat.

## Historische Literatur
- A. Bardeleben: Lehrbuch der Chirurgie und Operationslehre. Mehrere Bände. Berlin 1865.
- Gustav Biedermann Günther (Hrsg.): Lehre von den blutigen Operationen am menschlichen Körper. 7 Bände. Winter’sche Verlagsgesellschaft, Leipzig/Heidelberg 1859–1863.
- August Bier, Heinrich Braun, Hermann Kümmell (Hrsg.): Chirurgische Operationslehre. 6. Auflage. Leipzig 1933.
- Martin Kirschner, Alfred Schubert (Hrsg.): Allgemeine und spezielle chirurgische Operationslehre. 5 Bände. Springer, Berlin 1927–1940.